# Trina Michaels
Kathryn Ann Wallace, alias Trina Michaels, född 13 januari 1983, är en amerikansk porrskådespelerska.
Hon har vunnit flera priser för sina insatser i flera pornografiska filmer.
- 2006 AVN Award nominee – Best New Starlet
- 2006 AVN Award nominee – Best Threeway Sex Scene
- 2007 AVN Award nominee – Best Anal Sex Scene in a Film
- 2007 AVN Award nominee – Best Group Sex Scene in a Film